# Г'юмідор

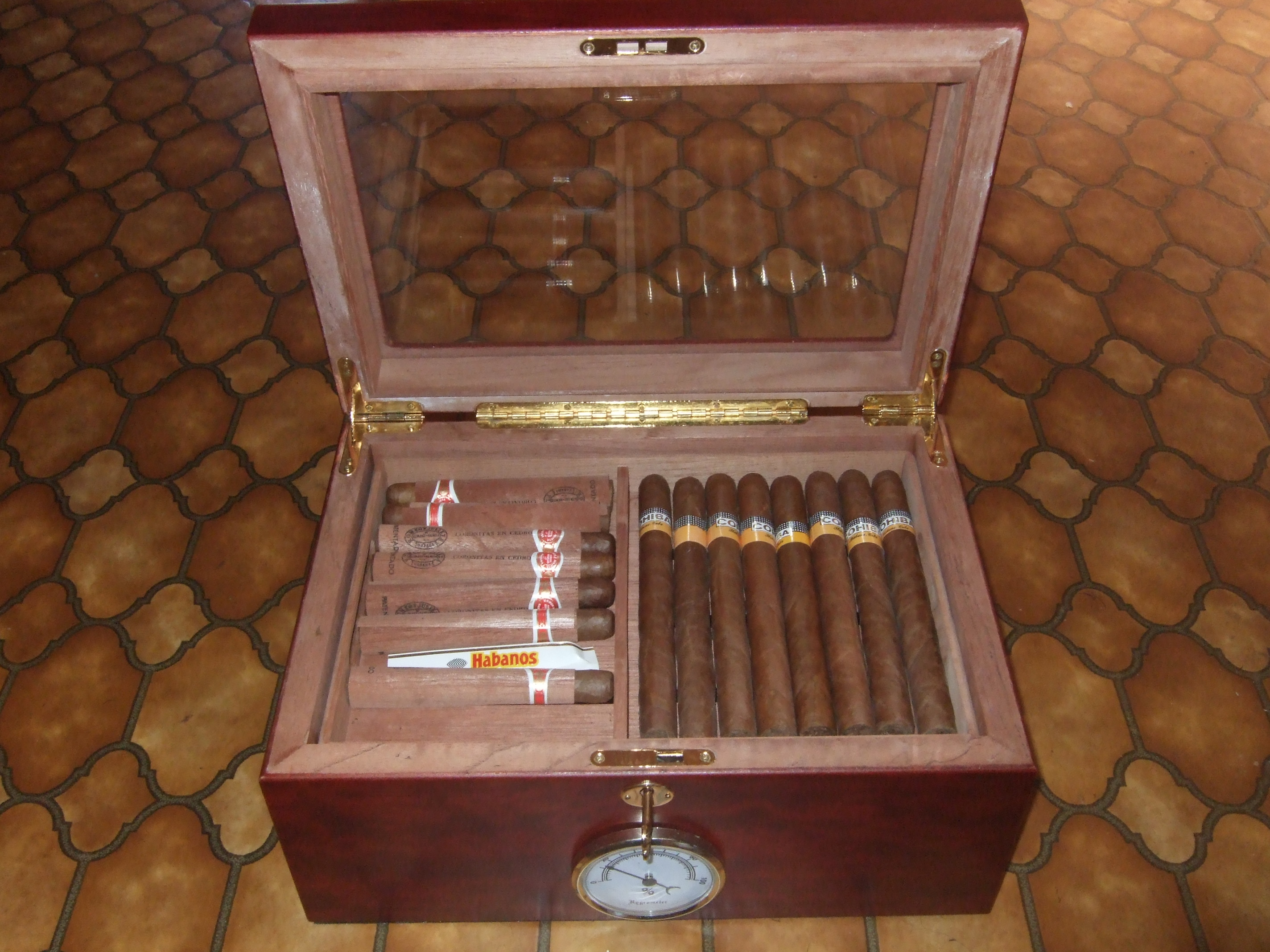
Скляний г'юмідор.

Г'юмідор (лат. humidus — «вологий») — ящик, скринька (рідше шафа або кімната) для зберігання сигар.
Головною функцією г'юмідора є підтримання рівня вологості на рівні 68-72 %, при якій сигари можуть зберігатися без втрати якості.
Традиційний г'юмідор — це дерев'яний ящик, який щільно закривається. Внутрішня його частина, вистилається деревиною іспанського кедра, хоча останнім часом, деякі виробники, випускають г'юмідори з металу і пластику, з поролоновою внутрішньою обробкою і найрізноманітніших форм, навіть пірамідальної.

## Будова
Основною частиною г'юмідора є зволожувач. У найдешевших варіантах цю роль може виконувати пристосування з чашки і зволоженої губки. У дорогих моделях це електронний пристрій, який автоматично вмикає дрібно-дисперсний розпилювач, коли вологість у г'юмідорі падає нижче заданого рівня.
Більшість г'юмідорів також оснащені  гігрометром (аналоговим або цифровим), хоча ця деталь може бути й відсутня. 
Якщо в г'юмідорі зберігають кілька сортів сигар, він зазвичай розділяється на кілька секцій, щоб уникнути змішування запахів.